# 愛がいっぱい (岩崎宏美の曲)
「愛がいっぱい」（あいがいっぱい）は、1997年9月22日にリリースされた岩崎宏美の52枚目のシングル。

## 解説
- TBS系バラエティ番組『ちょっと言わせて』のエンディング・テーマ[1]。

## 収録曲
- 両楽曲共に、作詞・作曲・編曲：吉田美奈子

1. 愛がいっぱい
2. そっと愛して
3. 愛がいっぱい（オリジナル・カラオケ）
4. そっと愛して（オリジナル・カラオケ）